# Dincă Brătianu
Constantin Brătianu (* 1768, 1788 oder 1795 in Curtea de Argeș; Walachei; † 10. Februar 1844 in Tigveni bei Pitești, Walachei), genannt „Dincă“ (von Constandin, seltenere Umschrift des ursprünglich kyrillisch geschriebenen Namens), war ein walachischer Bojar  und Politiker. Er war der Vater der späteren rumänischen Ministerpräsidenten Dumitru Brătianu und Ion Brătianu.

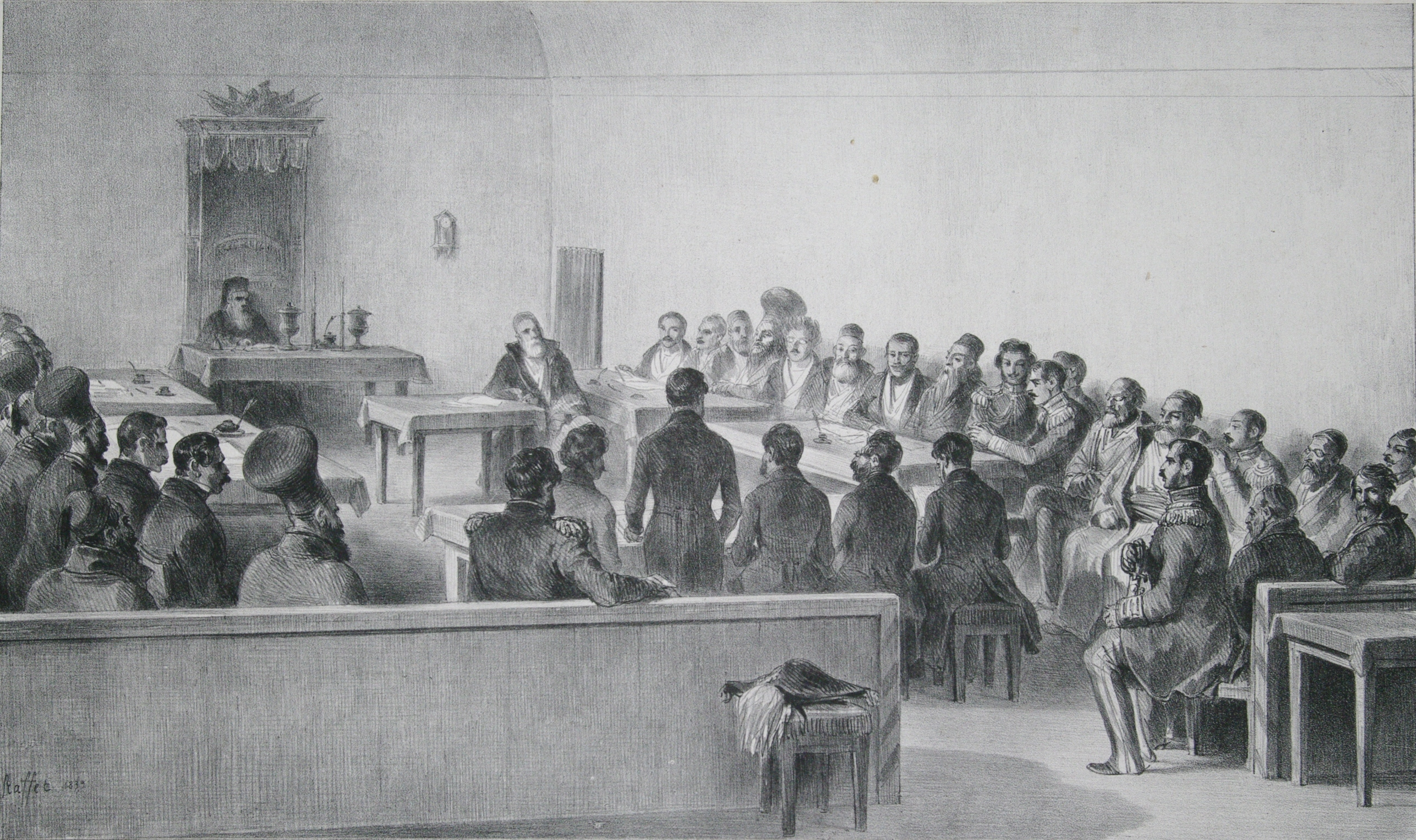
Durch das Organische Reglement war ein Bojaren-„Parlament“ in Bukarest geschaffen worden, in dem auch Constantin „Dincă“ Brătianu saß

Über die Herkunft der Brătianus gibt es unterschiedliche Überlieferungen. Mütterlicherseits zählten die aus Argeș stammenden Vlădescu-Großbojaren zu ihren Vorfahren, in deren Clan im 18. Jahrhundert Constantins Vater (oder Großvater) Iane (oder Ene) Brătianu, ein Kleinbojar (Șătrar), eingeheiratet haben soll. Vor allem nationalliberale Historiker und Politiker (z. B. Dincăs Enkelin Sabina Brătianu-Cantacuzino, Dincăs Urenkel Gheorghe Brătianu oder auch Ion Duca) betonten die Autochthonie der zum Mythos überhöhten Familiendynastie. Demgegenüber behauptete ein gewisser Dr. Georgiew, Linguist an der Orientalischen Akademie in Wien, Constantin Brătianu sei bulgarischer Abstammung gewesen und (erst während des Russisch-Türkischen Krieges) von Gorna Orjachowiza im türkisch beherrschten Nordbulgarien in die damals russisch besetzte Walachei eingewandert. Nach einem weiteren Krieg gegen die Türken hatten die Russen die Walachei erneut besetzt und dort 1829 (ebenso wie in der Moldau) durch das Organische Reglement eine parlamentsähnliche Bojaren-Versammlung eingesetzt. Auch Constantin Brătianu, dank der Verbindung mit den Vlădescus inzwischen der reichste Bojar im Kreis Argeș, wurde 1831 als Abgeordneter für Argeș in diese Versammlung gewählt. Zudem wurde Constantin Brătianu 1835 Richter und Präfekt des Kreises Argeș, 1839 verlieh ihm der walachische Fürst Alexandru Dimitrie Ghica den Ehrentitel Clucer (Schatzmeister bzw. Hausmeier). Angeblich konnte Constantin Brătianu zu diesem Zeitpunkt noch nicht oder zumindest nur schlecht lesen und schreiben. (Statt Rumänisch zu lesen oder zu schreiben, soll er dem Wiener Linguisten zufolge noch Bulgarisch gesprochen haben.)
Mit seiner 1838 (oder 1839) verstorbenen Frau Anastasia (genannt Anica bzw. Sica) Tigveanu hatte Constantin Brătianu drei Söhne und vier Töchter. Der älteste Sohn (Teodor) wurde General, Die beiden anderen Söhne (Dumitru und Ion) gründeten trotz ihrer bojarischen Herkunft die National-Liberale Partei (Partidul Național Liberal), mit deren Hilfe sie die Herrschaft der konservativen Bojaren-Partei zunächst beendeten – bis Dumitru sich mit der Bojaren-Partei verbündete und seinen Bruder Ion stürzte.